# Karin Straus
Karin Cornelia Josepha Straus (Roermond, 6 de abril de 1971) es una política neerlandesa que actualmente ocupa un escaño en la Segunda Cámara de los Estados Generales para el período legislativo 2012-2017 por el Partido Popular por la Libertad y la Democracia (Volkspartij voor Vrijheid en Democratie; VVD).
Straus estudió ciencias administrativas y de organizacionales en la Universidad de Nijmegen, y administración y gestión en la Vrije Universiteit. Es miembro del parlamento desde el 26 de octubre de 2010; entre 1998 y 2003 fue parte del consejo en el ayuntamiento del municipio de Roermond por el VVD, mientras que en marzo de 2010 nuevamente fue reelecta para tal cargo.